# Aulander

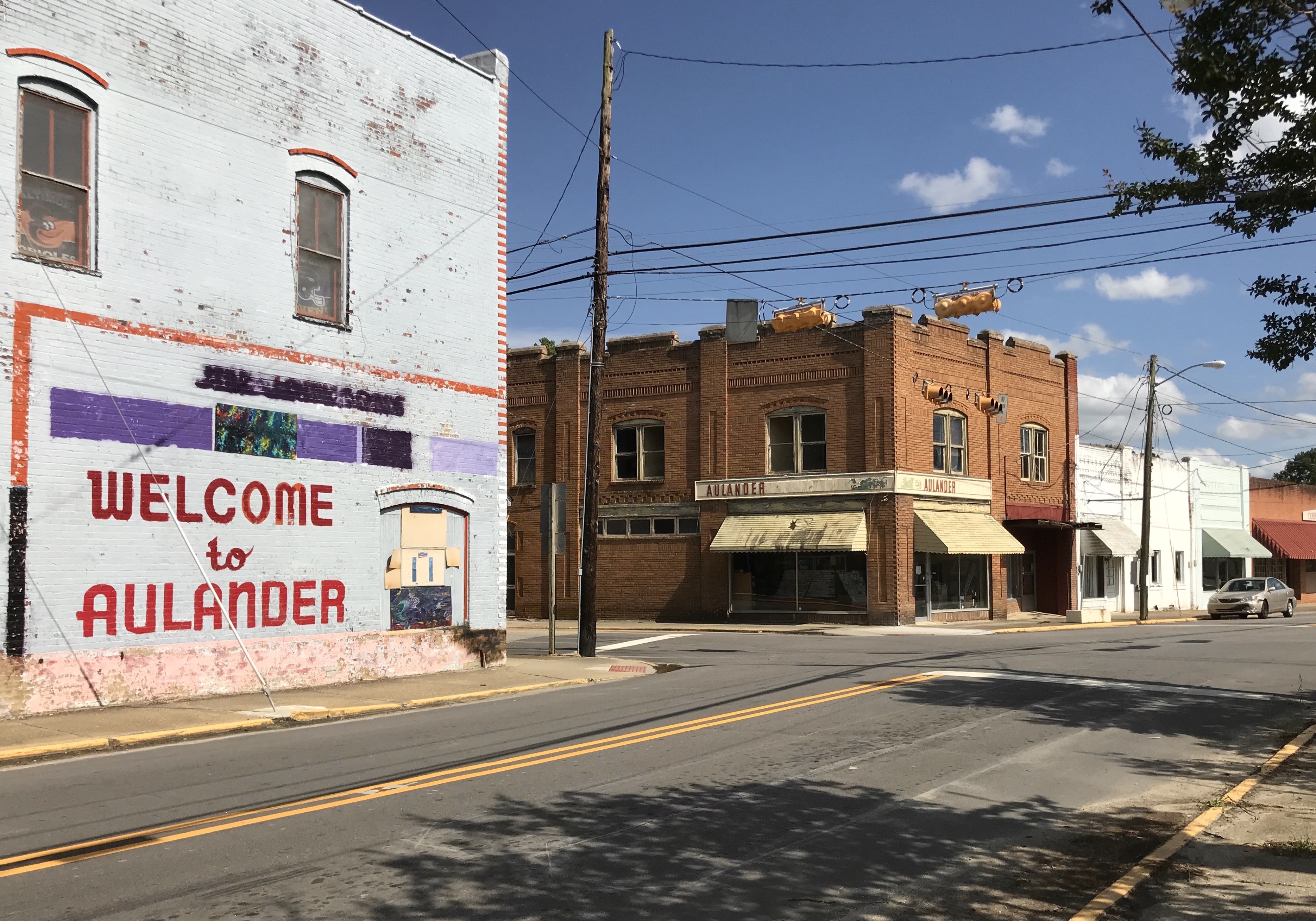
Aulander, Caroline du Nord

Aulander est une ville du comté de Bertie, dans l’État de Caroline du Nord, aux États-Unis. Sa population s’élevait à 700 habitants lors du recensement de 2010, estimée à 813 habitants en 2016.

## Géographie
D'après le Bureau du recensement des États-Unis, sa superficie est de 3,9 km2.

## Démographie
| Groupe            | Aulander | Caroline du Nord | États-Unis |
| ----------------- | -------- | ---------------- | ---------- |
| Afro-Américains   | 55,0     | 21,5             | 12,6       |
| Blancs            | 43,7     | 68,5             | 72,4       |
| Métis             | 1,1      | 2,2              | 2,9        |
| Amérindiens       | 0,1      | 1,3              | 0,9        |
| Asiatiques        | 0,1      | 2,2              | 4,8        |
| Autres            | 0        | 4,4              | 6,4        |
| Total             | 100      | 100              | 100        |
|                   |          |                  |            |
| Latino-Américains | 0,6      | 8,4              | 16,7       |

Selon l'American Community Survey, pour la période 2011-2015, 98,28 % de la population âgée de plus de 5 ans déclare parler anglais à la maison alors que 1,15 % déclare parler l'arabe et 0,57 % l'espagnol.

## Source
- (en) Cet article est partiellement ou en totalité issu de l’article de Wikipédia en anglais intitulé « Aulander, North Carolina » (voir la liste des auteurs).

1. ↑  (en) « Aulander, LA Population - Census 2010 and 2000 », sur censusviewer.com.
2. ↑  (en) « Population of North Carolina - Census 2010 and 2000 », sur censusviewer.com.
3. ↑  (en) « Language spoken at home by ability to speak English for the population 5 years and over », sur factfinder.census.gov.